# Latrodectus antheratus
La viuda anaranjada (Latrodectus antheratus) es una especie de araña araneomorfa terídida del género Latrodectus. Habita en regiones templado-cálidas del norte del Cono Sur de Sudamérica.

## Taxonomía
Descripción original
Esta especie fue descrita originalmente en el año 1932 por el zoólogo H. D. Badcock, con el nombre científico de Chacoca antherata.
Localidad y ejemplar tipo
El ejemplar tipo fue colectado cerca de Nanawa, en el Chaco paraguayo. Es un macho adulto, el cual carece de patas y de uno de los palpos. Su descripción está correctamente realizada por su descriptor, aunque los dibujos que lo acompañan no permiten reconocerlo.
Relaciones filogenéticas
Ábalos y Báez incluyeron esta especie en el grupo “curacaviensis” por presentar 2 espiras en la hembra, en los ductos de conexión de la espermateca así como en el émbolo del palpo copulador del macho.

## Características
Como en otros integrantes del género Latrodectus, en L. antheratus los ojos se posicionan en dos filas, cada una cuenta con 4; los tarsos concluyen en 3 uñas; en la cara ventral del tarso IV, gruesas cerdas integran una estructura con forma de peine y en la hembra su abdomen es globoso. L. antheratus se caracteriza dentro del género por su pequeño tamaño.

## Distribución y hábitat
Esta especie es endémica de la zona central de América del Sur, distribuyéndose en el centro y oeste del Paraguay y el norte de la Argentina.
Es una araña mayormente arborícola, instalando su tela sobre las ramas de árboles y arbustos, a más de un metro del suelo. Doblando dos hojas construye un refugio que la mantiene seca y protegida, al que tapiza por dentro con seda. Abunda especialmente sobre las grandes cactáceas del género Opuntia.

## Peligrosidad
Esta araña no es agresiva, solo puede morder si se la intenta capturar o accidentalmente se la comprime sobre la piel. Es peligrosa para los seres humanos ya que cuenta con glándulas venenosas que producen latrotoxinas (una neurotoxina) las que son inoculadas en caso de una mordedura, especialmente si se trata de una hembra, ya que esta posee quelíceros de mayor tamaño, los que son más adecuados para penetrar en la piel humana.